# Alessio Interminelli
Alessio Interminelli o Interminei, come lo chiama Dante (fl. XIII secolo), fu un nobile lucchese vissuto nel XIII secolo.
Appartenente a una famiglia di parte guelfa e bianca (detta anche degli Antelminelli, signori dell'omonimo paese di Coreglia Antelminelli in Garfagnana e proprietari dell'omonimo palazzo in pieno centro di Lucca sede oggi di uffici pubblici), su di lui si hanno scarse e controverse notizie storiche. L'ultimo documento che lo cita in vita risale al  12 novembre 1299.
Dante Alighieri lo cita nell'Inferno (XVIII, vv. 120-126) tra gli adulatori, tremendamente sommerso di letame fino alla testa. Il poeta si sofferma a guardarlo credendo di riconoscere qualcuno e, quando il dannato protesta perché viene fissato, il poeta esclama il suo nome completo usando un intero verso.
Sulla sua attività di adulatore i chiosatori antichi parafrasano più o meno ampiamente il testo dantesco, che dedica due soli versi alla vicenda:
(vv. 125-126)
 il che suona come "mi trovo all'Inferno per via delle lusinghe che mai stancarono la mia lingua".